# Jacob Dellacqua
Pour les articles homonymes, voir Dellacqua.
 (novembre 2009).
Si vous disposez d'ouvrages ou d'articles de référence ou si vous connaissez des sites web de qualité traitant du thème abordé ici, merci de compléter l'article en donnant les références utiles à sa vérifiabilité et en les liant à la section « Notes et références ».
Jacob Dellacqua (né en 1939, mort en 2019) est écrivain français.

## Biographie
Jacob Dellacqua travaille d'abord comme ouvrier chez Renault, puis il est successivement garçon de café, livreur, camionneur longue distance, garde du corps, éclairagiste, régisseur de théâtre, preneur de son cinéma[réf. nécessaire].
Il commence à écrire en 1989. Son premier roman Mécanique ondulatoire obtient le Prix René-Fallet 1991.
Licencié en psychologie et passionné de plongée sous-marine, il parcourt le monde à la recherche "... du lieu où je serais finalement un autre" (Le Baiser des sirènes, roman).
Le psychanalyste et psychiatre italien Willy Pasini a emprunté pour l'un de ses articles un texte radiophonique de Jacob Dellacqua dont le titre est Transformations et qui résume la quête de l'écrivain :
Avant de naître nous existons déjà, car nous faisons partie des rochers du ciel.
Ensuite le temps coule, le rocher s'effrite, devient sable.
C'est alors que le voyage commence.
Le vent emporte le sable, haut dans le ciel ; il nous tourbillonne à l'infini, jusqu'à ce que le sable devienne poussière. Et lorsque nous sommes poussières, personne ne peut nous voir, personne ne peut nous attraper : nous sommes libres, nous pouvons aimer comme nous le voulons. Et même si nous sommes des pierres, nous sommes alors légers comme la lumière, et comme elle nous ne sommes plus que légèreté, liberté et bonheur.

## Chronologie
- Radio de 1975 à 2004 :
  - Émissions de radio : sur France Inter, Kiss FM, avec Kriss et en solo de 1975 à 2004
  - Télévision, collaboration à France 3, TF1.
  - Série Histoires d'Eau avec Kriss.
  - Scénariste et acteur dans Histoires d'eau

1991
- Mécanique ondulatoire, Ed. Balland : Prix René-Fallet 1991[1] du Premier Roman
- Nommé Écrivain de la Marine

1992
- Défauts Compatibles, Ed. Balland
- L'Intrépide Petit Peuple, (avec Kriss) Ed. Presses de la Cité
- Le Livre des Best, (avec Kriss) Ed.First.
- Femme Virage, Ed. Plume

2009
- La Montre, nouvelle écrite pour le 20e anniversaire du Prix Réné Fallet, édition : "Agir en Pays Jalignois", tirage 50 exemplaires numérotés.
- 2010
- John Twelve Hawks film.Production, Scénario, casting et interprétation (avec Guillaume Podrovnik, Lucia Amado, Association Tierra Una, Katioucha Petrov, Robert Nardone ) du clip « John Twelve Hawks » réalisé par Robert Nardone.
- ((2012))

' 'K.K.K (un viol à New York)  (ISBN 9782748385458) MPE Édition.
' 'Le Cirque d'Hélène 2.3, opéra féministe' comédie musicale.
- 2013

Août 2013 « Matière Noire » roman en cours de publication.
Sous le pseudonyme Emile Desfeux, 2000/2006 :
- Nouvelles pour recueils Éditions Bayard,
- Vulgarisation pour EDP Science
- La vache folle, (avec les scientifiques du CES)
- Le Baiser des sirènes, (Roman)

Gérant de la société audiovisuelle Mémoire Magnétique de 1998 à 2001
Depuis 1991, Juré du prix René Fallet du Premier Roman.